# Африканская армия (Испания)
Африканская армия (исп. Ejército de África, араб. الجيش الإسباني في أفريقيا‎. الجيش الإسباني في أفريقيا) либо Марокканский армейский корпус (исп. Cuerpo de Ejército Marroquí) — контингент испанских войск в Испанском Марокко.
Африканская армия существовала с конца XIX века до обретения Марокко независимости в 1956 году от испанского королевства.

## История
Марокко была ближайшей испанской колониальной территорией. Ещё с XV века Испания содержала гарнизоны в своих двух марокканских прибрежных анклавах — Мелильи и Сеуте. Сама Африканская армия как постоянная армейская организация возникла с созданием в 1893 году 1-го африканского пехотного полка (исп. Regimiento de África N° 1).
После Мелильской кампании 1909—1910 годов испанцы начали продвигаться вглубь страны за границы своих прибрежных владений. Была создана местная полиция (исп. Policia Indigena), которая состояла из местного населения. Эти силы послужили основой для создания в 1911 году «Регуларес» (исп. Regulares) — марокканских пехотных и кавалерийских частей. Подразделения возглавляли испанские офицеры.
В 1921 году здесь началось крупное восстание против испанского и французского господства. В конце концов мятежные силы были разгромлены, но с большой трудностью и потерями для колониальных государств.
Во время гражданской войны в Испании Африканская армия сыграла важную ролю для фракции националистов. Здесь, в Марокко, антиправительственные войска возглавил Франсиско Франко, который в 1939 году стал лидером Испании и установил в стране авторитарную диктатуру.

## Состав
В 1920—1930-е годы гарнизон Испанского Марокко был представлен формированиями, набранными как из местного населения, так и из жителей метрополии. В частности, в состав Африканской армии входили подразделении «Регуларес», «Тирадорес де Ифни», аборигенной жандармерии, Иностранного легиона, а также семь пехотных батальонов, шесть кавалерийских эскадрилий и шесть артиллерийских батарей из материковой Испании, которые направлялись на службу в Африку на ротационной основе.